# Figulus punctatus
Figulus punctatus es una especie de coleóptero de la familia Lucanidae.

## Distribución geográfica
Habita en Taiwán y Japón.